# Hercule (série télévisée, 1995)
Pour les articles homonymes, voir Hercule (homonymie).
Hercule (Hercules: The Legendary Journeys) est une série télévisée américaine créée par Christian Williams composée de cinq téléfilms de 90 minutes diffusés en 1994, suivi de 111 épisodes de 45 minutes diffusés entre le 16 janvier 1995 et le 27 novembre 1999 en syndication.
En France, la série a été diffusée à partir du 2 septembre 1995 sur TF1, puis du 28 août 2001 sur TF6, et au Québec à partir du 8 septembre 1996 à TQS (les téléfilms ont été diffusés durant l'hiver 1996).

## Synopsis
Hercule est le fils du dieu Zeus et d'une mortelle, Alcmène. Sa belle-mère, Héra, qui lui voue une haine féroce, tue sa femme et ses trois enfants.
Plutôt que la vengeance, Hercule choisit d'utiliser sa force légendaire et son intelligence afin d'aider ses congénères. En compagnie de Iolas, son ami d'enfance, il parcourt le monde, déjouant les pièges tendus par la terrible Héra.

### Accroche
« Cette histoire s'est déroulée il y a très très longtemps, à l'époque des mythes et des légendes. Les dieux étaient mesquins et cruels, ils prenaient un malin plaisir à faire souffrir les hommes. Un seul homme a osé les affronter : Hercule. Hercule possédait une force que le monde ne connaissait pas, une force que seul le pouvoir de son cœur pouvait surpasser. Mais il était poursuivi par la rancœur de sa belle-mère Héra, la toute puissante reine des dieux. Les opprimés, les malheureux n'étaient plus seuls, ils avaient enfin un espoir : Hercule. »

« This is the story of a time long ago. A time of myth and legend. When the ancient gods were petty and cruel, and they plagued mankind with suffering. Only one man dared to challenged their power: Hercules. Hercules possessed a strength the world had never seen; a strength surpassed only by the power of his heart. He journeyed the earth, battling the minions of his wicked step-mother Hera, the all-powerful queen of the gods. But wherever there was evil, wherever an innocent would suffer, there would be : Hercules. »

## Production

### Développement
Elle est très vaguement basée sur les récits du héros de culture grecque classique Héraclès (Hercule était son nom homonyme romain).

### Tournage
La série a été tournée en Nouvelle-Zélande et aux États-Unis.

## Distribution et personnages

### Acteurs réguliers
- Kevin Sorbo (VF : Jérôme Keen) : Hercule

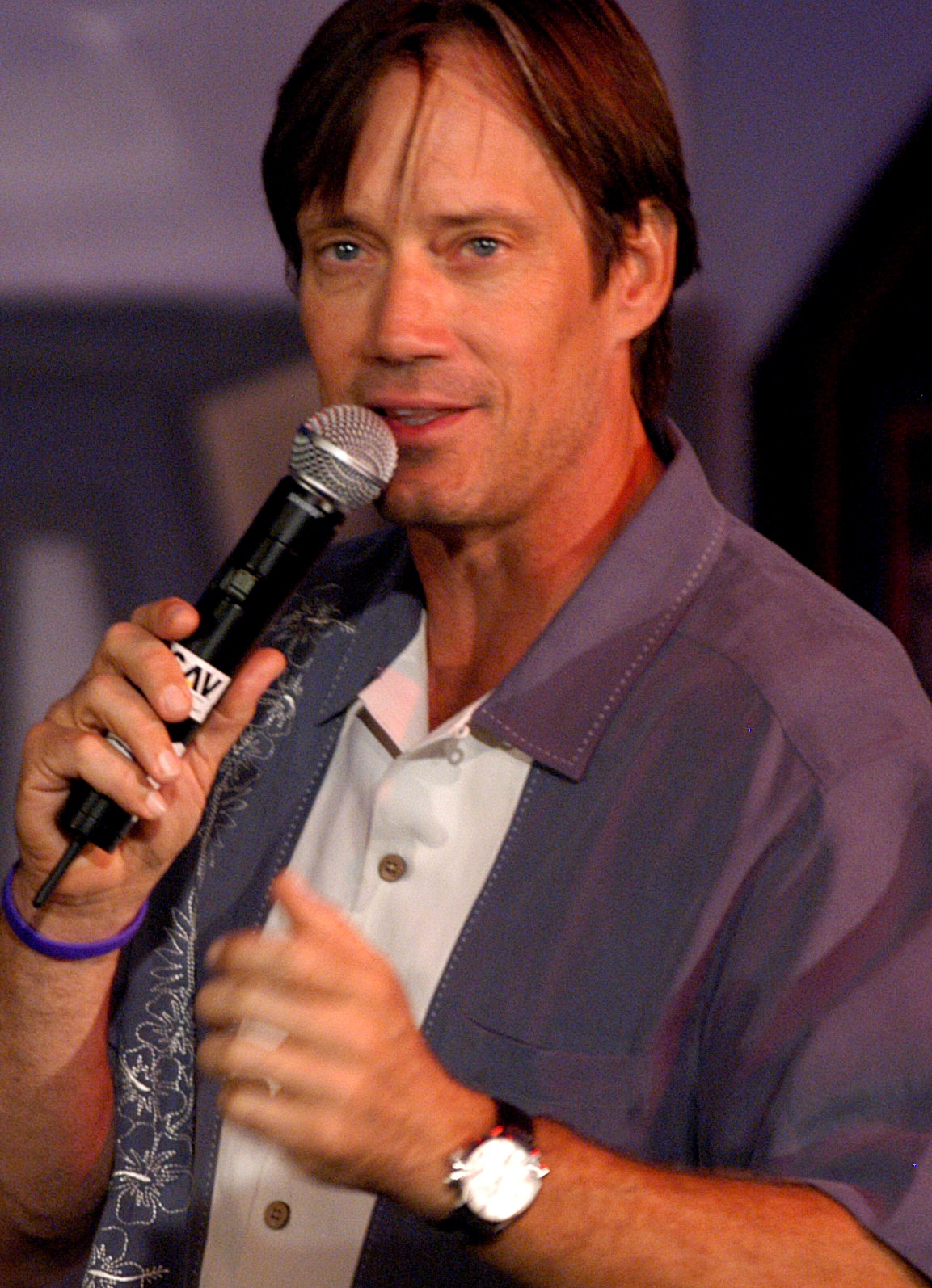
Kevin Sorbo (acteur interprétant le rôle d'Hercule dans la série du même nom), ici en 2005.

- Michael Hurst (VF : Jean-Philippe Puymartin) : Iolas / Charon / Dahak / Oreste (récurrent saisons 1 et 2, principal depuis la saison 3)

### Acteurs récurrents
- Claudia Black : Cassandre
- Bruce Campbell (VF : Vincent Violette) : Autolycos
- Ian Bohen (VF : Vincent Barazzoni) : Hercule jeune
- Dean O'Gorman : Ruun / Iolas jeune
- Chris Conrad : Jason jeune
- Sam Sorbo (saison 3 à 6) et Kara Zediker (saison 3, épisode 19) (VF : Brigitte Aubry) : Serena
- Jeffrey Thomas (VF : Jean-François Kopf) : Bellicus / Jason
- Karen Witter (saison 1), Teresa Hill (saison 2) et Kimberley Joseph (saison 4 à 6) (VF : Elisabeth Fargeot) : Némésis
- Josephine Davison (VF : Isabelle Maudet) : Ramina / Alexa / Arachné / Amensu
- Lisa Chappell : Dircé / Melissa
- Lisa Ann Hadley : Niobé
- Cory Everson : Atalante
- Elizabeth Hawthorne (saison 1) et Liddy Holloway (saison 2 à 4) (VF : Evelyn Séléna) : Alcmène
- Elizabeth Hawthorne : Jocaste
- Kim Michalis : Scilla / Lea / Alcmène jeune
- Tawny Kitaen : Déjanire
- Lucy Lawless (VF : Denise Metmer) : Lyla / Xena, la guerrière
- Renée O'Connor (VF : Marie-Laure Dougnac) : Gabrielle
- Hudson Leick (VF : Corinne Le Poulain) : Callisto
- Scott Michaelson : Apollon
- Karen Sheperd : L'Envoyée d'Héra n°1
- Mark Newnham : Dahak
- Nathaniel Lees : Cyrus / Le prêtre bleu
- Nancy Schroder : La sœur
- Willa O'Neill : Phoebe / Althéa
- Jodie Rimmer (VF : Nathalie Régnier) : Seska
- Susan Brady (VF : Sylvie Feit) puis (VF : Sylvie Ferrari) : Lilith
- Sarah Smuts-Kennedy : Kara / Leandra
- Simone Kessell (VF : Véronique Augereau (saison 5) puis Marie-Christine Darah (saison 6)) : Rena / Havisha / Kayla
- Marama Jackson : Lucenne / Aurora
- Rebecca Hobbs : La 1ère femme / Elora / Katrina
- Julie Collis : Heliotrope
- Katherine Ransom : Mica
- Norman Forsey : Tirésias / Tersius / Merlin
- Paul Norell (VF : Henri Courseaux) : Falafel
- Derek Payne : Hector / Dédale
- Noel Trevarthen : Iphiclès / Midas
- Taungaroa Emile : Ximenos / Linxus
- Peter Muller : Deric
- Tamara Gorski (VF : Dominique Westberg) : Morrigan
- Andrea Croton : Perséphone
- Kevin Smith (VF : Thierry Mercier) : Arès / Iphiclès
- Erik Thomson (VF : Emmanuel Curtil) : Daulin / Hadès
- Joel Tobeck (VF : Laurent Morteau) : Baréos / Stavros / Déimos
- Meighan Desmond (VF : Ivana Coppola) : Discorde
- Robert Trebor (VF : Michel Prud'homme) : Salmoneus
- Ted Raimi (VF : Emmanuel Karsen) : Joxer / Alex Kurtzman
- Mick Rose : Lycus / Œdipe
- Peter McCauley : Ajax / Odin
- Donogh Rees : Cabiri / Frigga
- Rupert Cocks : Balder
- Ben Reed : Thor
- Ian Hughes : Loki
- Danielle Cormack (VF : Céline Duhamel) : Ephiny
- Gina Torres (VF : Françoise Dasque) : Nebula
- Alexandra Tydings (VF : Martine Irzenski) : Aphrodite
- Karl Urban (VF : Antoine Nouel) : Cupidon / Jules César
- Tony Todd : Gladius / Gilgamesh
- Katrina Browne (VF : Michèle Lituac) : Siri / Haleh
- Stig Eldred : Belus / Maceus / Gagnon / Le magistrat
- Grant Bridger : Karis / Augias
- Bruce Phillips : Atticos / Jacobos / Palamedes / Pandion
- Daniel Batten : La fouine / Pyros
- Matthew Chamberlain : Darphus
- Jeremy Roberts (VF : Guy Chapelier) : Derkus Petronicus / Xerxos
- Simon Prast : Le 1er soldat / Patronius
- John Watson : Le 2ème pèlerin / Le gardien / Sokar
- Mervyn Smith : Chef villageois / Lesion / Iagos
- Andrew Kovacevich : Odéon / Sepsus / Océan
- Glenn Shadix (VF : Georges Lycan) : Typhon
- Bridget Hoffman : Échidna (voix)
- Julian Garner (saison 3) et Jason Hoyte (saison 6) (VF : Joël Martineau) : Héphaïstos
- Meg Foster (VF : Brigitte Morisan) : Héra
- Peter Vere-Jones (saison 3), Roy Dotrice (saison 4) et Charles Keating (saison 6) (VF : Marc Cassot) : Zeus

### Invités
- Clare Carey : Aegina (saison 1, épisode 1 La femme serpent)
- Nicky Mealings : Le démon (saison 1, épisode 1 La femme serpent)
- Richard Moll : Le cyclope (saison 1, épisode 2 Le cyclope)
- Marise Wipani : Janista (saison 1, épisode 5 Le dieu de la guerre)
- Jacqueline Collen : Pénélope (saison 1, épisode 6 Le défi des centaures)
- Lucy Liu : Oi-Lan (saison 1, épisode 7 Les esclaves)
- Amber-Jane Raab : Poena (saison 1, épisode 8 Les spectres)
- Kyrin Hall : Felicita (saison 1, épisode 10 Les gladiateurs)
- Alison Bruce : Postéra (saison 1, épisode 10 Les gladiateurs)
- Ian Mune : Ménas Maxius (saison 1, épisode 10 Les gladiateurs)
- Jennifer Ward-Lealand : Voluptua (saison 2, épisode 2 Au royaume de Midas)
- Brian Thompson : Goth (saison 2, épisode 4 Le siège de Naxos)
- Maria Therese Rangel : Lucina (saison 2, épisode 6 La femme d'Atticos)
- Martin Kove : Demetrius (saison 2, épisode 7 La mère de tous les monstres)
- Sarah Wilson : Déméter (saison 2, épisode 8 L'Autre côté)
- Ray Henwood : Sisyphe (saison 2, épisode 12 La route est libre)
- Leslie Wing : Karis (saison 2, épisode 12 La route est libre)
- Rhonda McHardy : Artémis (saison 2, épisode 17 La pomme)
- Amanda Lister : Athéna (saison 2, épisode 17 La pomme)
- David Drew Gallagher : Deon (saison 2, épisode 19 Le pouvoir)
- Ashley Laurence : Daniella (saison 2, épisode 20 Le grand défi)
- Sabine Karsenti : Sera (saison 2, épisode 21 Le mariage)
- Frankie Stevens : Nikolos (saison 3, épisode 3 La fin du monde)
- Galyn Görg : Anuket (saison 3, épisode 4 La momie)
- Cynthia Rothrock : L'Envoyée d'Héra n°2 (saison 3, épisode 5 Sauvé de la mort)
- Susan Ward : Psyché (saison 3, épisode 7 Le monstre aux yeux verts)
- Catherine Bell : Cynea (saison 3, épisode 10 Le dragon)
- Rebecca Kopacka : Clotho (saison 3, épisode 15 Le jour du jugement)
- Micaela Daniel : Lachésis (saison 3, épisode 15 Le jour du jugement)
- Elizabeth Pendergrast : Atropos (saison 3, épisode 15 Le jour du jugement)
- Kerry Gallagher : Leanna (saison 4, épisode 1 Hercule et le haricot magique)
- Lori Dungey : Fortune (saison 4, épisode 2 Un cœur de héros)
- Tina Cleary : Mayam (saison 4, épisode 7 Le retour de la sœur prodigue)
- Murray Keane : Hermès (saison 4, épisode 16 Chimpanzule)
- Neill Rea :  Arthur (saison 5, épisode 19 Sa majesté)
- Sara Wiseman : Mab (saison 5, épisode 19 Sa majesté)
- Charles Mesure : Michel (saison 5, épisode 22 Révélations)
- Paige Moss (VF : Dolly Vanden) : Antigone (saison 6, épisode 3 Rebelle avec une cause)
- Stelios Yiakmis (VF : François Leccia) : Créon (saison 6, épisode 3 Rebelle avec une cause)
- Tiffany de Castro (VF : Gaëlle Savary) : Nadia (saison 6, épisode 4 Les ténèbres visibles)
- Stephen Lovatt (VF : Érik Colin) : Galen (saison 6, épisode 4 Les ténèbres visibles)
- Jeffrey Meek (VF : Bruno Devoldere) : Vlad (saison 6, épisode 4 Les ténèbres visibles)
- Traci Lords (VF : Véronique Soufflet) : Luscious Deluxe (saison 6, épisode 5 Hercule et les voleurs)
- Gabriella Larkin (VF : Tania Torrens) : Néfertiti (saison 6, épisode 6 La ville de la mort)
- Toi Iti (VF : Adrien Antoine) : Ramsès (saison 6, épisode 6 La ville de la mort)
- David Press : Atlas (saison 6, épisode 8 Le cercle complet)
- Phil Grieve : Hélios (saison 6, épisode 8 Le cercle complet)

## Épisodes

### Téléfilms
1. Hercule et les Amazones (Hercules and the Amazon Women).
Iolas, le fidèle ami d'Hercule, est sur le point de se marier. Alors que les préparatifs du mariage battent leur plein, Hercule et Iolas sont interpellés par le messager d'une ville lointaine attaquée par des monstres…
2. Hercule et le Royaume oublié (Hercules and the Lost Kingdom).
Héra règne sans partage sur la cité perdue de Troie. Les habitants de la ville n'ont plus qu'un seul espoir : seul Hercule saura les délivrer du joug de la terrible déesse. En chemin, le demi-dieu sauve la jeune Deianeira d'une mort certaine…
3. Hercule et le Cercle de feu (Hercules and the Circle of Fire).
L'heure est grave pour les hommes : un à un, tous les feux de la cité s'éteignent sous le souffle d'un vent glacial. Seul le temple d'Héra conserve son foyer intact. Hercule refuse de laisser faire une telle injustice et promet de ramener le feu…
4. Hercule et le Monde des ténèbres (Hercules in the Underworld).
Hercule vit paisiblement avec sa femme et ses enfants quand la jeune Iole vient le trouver pour lui demander son aide. En effet, un gouffre dont les fumées nocives paralysent les hommes s'est creusé près de son village…
5. Hercule et le Labyrinthe du Minotaure (Hercules in the Maze of the Minotaur).
Deux frères à la recherche d'un trésor pénètrent à l'intérieur d'une caverne mystérieuse, sans savoir qu'ils s'aventurent dans le repaire sacré du Minotaure. Au même moment, Hercule, entouré de sa femme et de ses enfants, repense à ses exploits passés…

### Première saison (1995)
1. La Femme serpent (The Wrong Path). Bouleversé par la mort atroce de sa femme et de ses enfants, Hercule fait le serment de se venger d'Héra, responsable du massacre, et tourne le dos à Zeus, son propre père, incapable de l'aider...
2. Le Cyclope (Eye of the Beholder). Lorsqu'Hercule entend parler d'un cyclope terrorisant les habitants d'un village près des vignes d'Héra, il décide de se rendre sur les lieux afin de mener son enquête. Les rencontres qu'il fait en arrivant au village semblent confirmer la rumeur...
3. En route pour Calydon (The Road to Calydon). Hercule rencontre un groupe de fugitifs poursuivis par la malédiction d'Héra. Leur seul espoir : rejoindre la ville de Calydon, qui les protégera des mauvais tours de la déesse. Ils partent, accompagnés d'un mystérieux prophète aveugle...
4. Festivités (The Festival of Dionysis). Lorsque son mari refuse d'annuler les fêtes de Dionysos malgré ses mises en garde, la reine Camilla envoie leur fils chercher Hercule. Elle craint en effet que les festivités ne soient ternies par un évènement tragique...
5. Le Dieu de la guerre (Arès). Hercule, aidé de la belle Atalante, s'attaque au Dieu de la guerre, Arès. Ce dernier a pris sous sa coupe un groupe de jeunes garçons prêts à répandre le sang selon le bon vouloir de leur mentor...
6. Le Défi des Centaures (As Darkness Falls). Hercule assiste au mariage de son amie Pénélope, accompagné de Salmoneus. Soudain, Nemis le centaure s'invite à la cérémonie et profite de la panique générale pour enlever la mariée et sa demoiselle d'honneur. Hercule, empoisonné, n'a rien pu faire...
7. Les Esclaves (The March to Freedom). Hercule convainc Iolas d'acheter une esclave à un impitoyable marchand dans le seul but de lui rendre sa liberté. Il ne s'attend pas à ce que la belle se lance à la poursuite de son fiancé, toujours prisonnier...
8. Les Spectres (The Vanishing Dead). Hercule se retrouve pris au milieu d'un conflit qui oppose le Roi Daulin et sa sœur Poena. Tous deux s'accusent mutuellement de voler les corps des soldats morts sur le champ de bataille...
9. La Loi du plus fier (Pride Comes Before a Brawl). Iolas, blessé de devoir toujours compter sur Hercule pour le sauver, décide de prouver à son ami qu'il peut survivre sans son aide. Seul sur une route sombre et dangereuse, Iolas ne tarde pas à faire une mauvaise rencontre...
10. Les Gladiateurs (Gladiator). Hercule et Iolas acceptent d'aider une jeune mère et son bébé en se faisant jeter en prison. Leur but : libérer le père et les autres esclaves détenus contre leur gré et transformés en gladiateurs pour amuser le riche seigneur Ménas...
11. Xena, la guerrière (The Warrior Princess). Xena, la redoutable guerrière, ne supporte plus la présence d'Hercule sur son territoire. Dans le but de contrôler totalement la région d'Arcadian, elle met en place un plan diabolique pour éliminer le demi-dieu. Iolas lui servira d'appât...
12. Le Rituel 1re partie (The Gauntlet). Hercule apprend que la belle Xena continue de piller sauvagement villages et terres avec son armée afin d'agrandir son territoire. Il ne sait pas que la guerrière a fort à faire avec la rébellion de ses hommes, menés par Darphus, qui fut autrefois son lieutenant...
13. L'Immortel 2e partie (The Unchained Heart). Hercule et Xena apprennent que le lieutenant Darphus est revenu d'entre les morts, plus meurtrier et impitoyable que jamais. Le pire est pourtant à venir : en plus de le ressusciter, Arès lui a confié la garde de Grégus, son chien féroce...

### Deuxième saison (1995-1996)
1. Le Voleur de Scyros (King of Thieves) Iolas s'est fait piéger : il est accusé d'un vol de bijoux sacrés, et risque la mort. Hercule n'a qu'une solution pour sauver son ami: partir à la recherche du vrai coupable, celui qu'on appelle le « Roi des voleurs »...
2. Au royaume de Midas (All That Glitters) Hercule accompagne Salmoneus au palais du roi Midas qui a été transformé en temple du jeu. Il y découvre, au milieu des injustices et de la corruption, que Midas est pris au piège dans un terrible complot !
3. Iphiclès, mon frère (What’s in a Name?) Iphiclès, le demi-frère d'Hercule, a usurpé l'identité du héros et compte épouser la belle-fille d'un seigneur de guerre sans scrupules.
4. Le Siège de Naxos (Siege at Naxos) Hercule et Iolas empêchent Goth de saccager une taverne. Ils décident de l'emmener à Athènes et de le remettre à la justice. C'était sans compter sur Bledar, le frère de Goth, prêt à tout pour le libérer...
5. La Vengeance du Centaure (Outcast) Layla a épousé Deric le Centaure, mais les habitants de la ville n'acceptent pas l'union d'un Centaure et d'une humaine. Layla est tuée dans une émeute et Hercule a fort à faire pour éviter que la vengeance du Centaure ne se transforme en bain de sang...
6. La Femme d'Atticos (Under the Broken Sky) Accablée par la misère, la belle Lucina a fui son foyer et se donne en spectacle au palais de Pilos. Lorsqu'Atticos, son mari, arrive en ville, elle décide de retourner auprès de lui et demande à Hercule de la tirer des griffes du dangereux Pilos.
7. La Mère de tous les monstres (The Mother of All Monsters) Echidné, la mère de tous les monstres de l'Antiquité, veut se venger d'Hercule qui a tué certains de ses enfants. Elle met au point un plan pour tuer Hercule sous les yeux de sa mère.
8. L’Autre côté (The Other Side) Hadès, Dieu des Enfers a enlevé Perséphone, la fille de Déméter, déesse de la fertilité. Déméter menace de détruire les récoltes jusqu'à ce qu'on lui rende sa fille, alors Hercule se rend aux Enfers...
9. Le Trésor d’Héra (The Fire Down Below) Salmoneus revend un trésor qu'il a trouvé. Il ignore que ce trésor appartient à Héra et que la reine des Dieux l'a piégé pour se venger d'Hercule...
10. L’Ombre géante (Cast a Giant Shadow) Hercule et Iolas tombent sur Typhon, un géant maladroit mais sympathique. Quelle n'est pas leur surprise quand ils apprennent que ce nouveau compagnon de route est le mari d'Echidné, la mère de tous les monstres !
11. Le Héros (Once a Hero) Hercule et Iolas partent pour Corinthe retrouver Jason et les Argonautes. Héra convoite la toison d'or et les Argonautes ont bien du mal à la protéger, surtout depuis que leur chef Jason est devenu un ivrogne.
12. La Route est libre (Highway to Hades) Timuron est aux Enfers pour un crime qu'il n'a pas commis. Pour l'aider, Hercule doit livrer à Hadès le vrai coupable : Sisyphe, roi de Corinthe.
13. L’Épée de la vérité (The Sword of Veracity) Pour innocenter leur ami Amphion, accusé de meurtre, Hercule et Iolas partent à la recherche de l'épée de la vérité, face à laquelle on ne peut mentir.
14. Le Retour de Némésis (The Enforcer) Némésis a désobéi à Héra à cause de ses sentiments pour Hercule. Pour la punir, Héra la rend mortelle et envoie un monstre sous forme de femme pour séduire et tuer Hercule et ses amis.
15. Le Spectacle (Heedless Hearts) Iolas, frappé par la foudre, peut momentanément prédire l'avenir et dit à Hercule que Rheanna va d'abord lui demander de l'aide, puis le trahir.
16. Que les jeux commencent (Let the Games Begin) Pour réconcilier les Spartiates et les Éléens, Hercule organise les premiers jeux olympiques.
17. La Pomme (The Apple) Aphrodite donne à Iolas une pomme qui rendra amoureuse de lui la femme qu'il désire. Iolas gagne alors le cœur de Théra, mais celle-ci est déjà promise en mariage. Hercule essaie d'éviter tout conflit et de briser le sort.
18. Les Promesses (Promises) Hercule et Iolas rendent visite à Baréos, un vieil ami. Ils s'aperçoivent que sa fiancée a été capturée par un brigand, Tarlos, lui aussi une vieille connaissance...
19. Roi d’un jour (King for a Day) Iolas rend visite à son cousin Oreste qui est son parfait sosie. Oreste est censé monter sur le trône, mais son frère ne l'entend pas de cette oreille et fait disparaître Oreste. Iolas décide alors de prendre temporairement sa place.
20. Le Grand Défi (Protean Challenge) Iolas voit Thanis, un sculpteur inoffensif, commettre un vol pour lequel il est condamné à perdre la main. Devant l'absurdité de la situation, Hercule se rend compte qu'un certain nombre d'habitants de la ville ne sont pas dans leur état normal...
21. Le Mariage (The Wedding of Alcmene) Alcmène, la mère d'Hercule, annonce à son fils qu'elle est amoureuse de Jason et qu'ils vont se marier. Selon la loi, Jason avant de se marier doit abdiquer et trouver un successeur.
22. Le Pouvoir (The Power) Hercule, croise sur une plage le jeune Déon qui réussit à faire fuir une bande de brigands sans la moindre violence grâce à un étrange pouvoir. En même temps que Déon découvre ce pouvoir, il apprend aussi le secret de sa naissance...
23. Le Centaure (Centaur Mentor Journey) Le Centaure Céridian, ancien mentor d'Hercule, sent sa fin approcher et envoie le jeune Thésée chercher le héros: un autre Centaure, ancien élève de Céridian, est sur le point de s'en prendre aux humains.
24. Les Grottes des échos (Cave of Echoes) Hercule et Iolas partent à la recherche d'une jeune fille disparue dans les grottes des échos. Hercule y avait déjà combattu des monstres féroces.

### Troisième saison (1996-1997)
1. Le Mercenaire (Mercenary) Hercule escorte un mercenaire à Sparte pour qu'il y soit jugé et se retrouve pris dans une terrible tempête. Son bateau s'échoue sur une île déserte, à la merci des pirates...
2. La Fin du monde (Doomsday) À la suite de la mort de son fils Icare, Dédale travaille pour le cruel roi d'Eubée, Nikolos. Quand Hercule vient au secours de son ami, le Roi Nikolos tente de le tuer à l'aide des armes de destruction massive inventées par Dédale...
3. Les Vacances d’Aphrodite (Love takes holidays) Iagos enlève une belle mortelle, Léandra, pour l'offrir à son maître Héphaistos en remplacement d'Aphrodite dont Héphaistos est amoureux. Mais Iolas et Aphrodite volent au secours de Léandra.
4. La Momie (Mummy Dearest) La princesse Anuket demande à Hercule de retrouver la momie Ishtar qui, réveillée par des voleurs, prend vie et s'attaque aux humains. Mais ils ne sont pas les seuls à la chercher: Sokar veut récupérer le pendentif de la momie à l'aide duquel il compte s'emparer du trône d'Égypte.
5. Sauvé de la mort (Not Fade Away) Une guerrière envoyée par Héra blesse grièvement Iolas au cours d'un combat. Hercule, ne pouvant accepter la mort de son ami, conclut un accord avec Hadès, le dieu des Enfers: si Hercule tue la guerrière avant la tombée de la nuit, Hadès ressuscitera Iolas...
6. Le Petit Monstre (Monster Child in the Promised Land) Le nouveau-né de Typhon et Echidné est une créature monstrueuse, nommée Obie. Sur les ordres d'Héra, le petit monstre est enlevé par le voleur Klepto...
7. Le Monstre aux yeux verts (The Green-Eyed Monster) Aphrodite ne supporte pas l'idée qu'une simple mortelle, Psyché, puisse être aussi belle qu'elle. Quand Cupidon, son propre fils, et Hercule tombent sous le charme de Psyché, Aphrodite laisse éclater sa jalousie...
8. Le Prince Hercule (Prince Hercules) Héra provoque l'amnésie d'Hercule pour permettre à la reine Parnassa de le manipuler: elle fait croire à Hercule qu'il est son fils, Millius, mort au combat il y a plusieurs années. Le but? Qu'Hercule jure fidélité à Héra.
9. Une Étoile pour guide (A Star To Guide Them) Le Roi Polonius veut s'assurer que son enfant héritera du trône et décide pour cela de chasser les petits garçons de la province. Quand Hercule s'en mêle, Héra lui envoie son escadron de la mort.
10. Le Dragon (The Lady And The Dragon) À Laurentia, un dragon sème la terreur sur son passage. Hercule et Iolas apprennent vite que le chef militaire Adamis est rentré d'exil...
11. Vive le roi ! (Long Live the King) Le cousin de Iolas, le Roi Oreste (qui est aussi son sosie) tente de fonder une Ligue des Nations qui garantirait la paix dans la région, ce qui n'est pas du goût du Roi Xenon. Celui-ci fait tuer Oreste, et c'est alors à Iolas de rétablir la situation en se faisant passer pour son défunt cousin.
12. Surprises (Surprise) Héra promet à Callisto de la rendre immortelle si elle parvient à se débarrasser d'Hercule. Callisto empoisonne donc les proches d'Hercule alors qu'ils lui organisent une fête pour son anniversaire. Hercule est alors obligé de suivre Callisto dans le labyrinthe des dieux...
13. Rencontre (Encounter) Séréna est une créature magnifique, mi-femme mi-biche. Le prince Nestor, aidé du demi-frère d'Hercule, Arès, tente de tuer Hercule à l'aide d'une flèche trempée dans le sang de Séréna...
14. Un grand amour (When A Man Loves A Woman) Hercule, qui est tombé amoureux de Séréna, lui demande de l'épouser. Séréna demande à Arès de lui rendre sa liberté, mais il est bien décidé à empêcher cette union... Il accepte donc, à la condition qu'Hercule renonce à sa force surhumaine, et que Séréna devienne mortelle.
15. Le Jour du Jugement (Judgement Day) Pendant leur lune de miel, Hercule s'éveille un matin pour trouver Séréna morte à ses côtés. Tout porte à croire qu'il est l'assassin. Xena et Gabrielle viennent heureusement prêter main-forte à Iolas pour défendre et innocenter Hercule !
16. La Cité perdue (The Lost City) Aidé de Moira, Iolas part à la recherche de sa cousine Regina, qui a disparu. Dans une cité souterraine, ils retrouvent leur vieil ami Salmoneus, qui ne les reconnaît pas...
17. Les Justiciers (Les Contemptibles) Troyes, 1789. Dans la France révolutionnaire, un comte qui ressemble étrangement à Salmoneus veut faire croire à la comtesse de Valle, qu'il est le Chevalier Fougueux. Mais ce mystérieux défenseur des libertés est en réalité la comtesse elle-même, et quand elle est arrêtée et menée à la guillotine, ce sont les légendes d'Hercule qui poussent ses camarades à venir la sauver, à aider les paysans et à combattre les injustices.
18. Le Règne de la terreur (Reign of Terror) Augias s'imagine qu'il est Zeus et fait dédier le temple d'Aphrodite à Héra. Celle-ci promet à Augias des pouvoirs divins s'il parvient à tuer Hercule avant la fin de la journée. Aidé d'une Aphrodite bien en colère, Hercule va ramener le calme au royaume d'Augias.
19. La Fin du commencement (The End of the Beginning) Autolycus arrête le temps avec la pierre de Chronos qu'il a volée. Hercule est envoyé cinq ans en arrière, et assiste à la première rencontre d'Arès et Séréna. Hercule va tout faire pour empêcher Séréna de passer sous le joug d'Arès...
20. La Fiancée récalcitrante (War Brides) Dans ses cauchemars, Iolas combat des hydres. Hercule estime qu'Iolas a besoin de repos, et nos deux héros décident de prendre... des vacances! Mais le devoir les appelle...
21. La Confession (A Rock And A Hard Place) Cassus est soupçonné d'avoir tué toute sa famille, et Hercule veut découvrir la vérité avant que Cassus ne se fasse lyncher par la foule en colère. Piégés dans une mine abandonnée, les deux hommes se retrouvent seuls; mais Cassus est grièvement blessé par un éboulement...
22. L’Atlantide (Atlantis) À la suite d'une tempête, Hercule arrive à Atlantide, où il rencontre une très belle femme nommée Cassandre. Celle-ci a prédit la destruction de l'île, mais le roi Panthios refuse d'écouter ses avertissements et arrête Hercule et Cassandre...

### Quatrième saison (1997-1998)
1. Hercule et le haricot magique (Beanstalks and Bad Eggs) Aidé du roi des voleurs, Autolycus, Hercule vole une tige de haricot magique et l'escalade afin de sauver Lianna, qui a été enlevée par un géant et vit enfermée dans un château dans les nuages.
2. Un cœur de héros (Hero’s Heart) Iolas est rongé par la culpabilité à la mort d'une jeune femme qu'il n'a pas pu sauver, et décide de ce fait d'abandonner sa carrière de héros. Hercule parviendra-t-il à le ramener dans le droit chemin ?
3. Aucun regret (Regrets… I’ve Had a Few) Celesta vient chercher Jaris, un vieil ami d'Hercule, ce qui ravive de douloureux souvenirs : le jeune Hercule avait, par accident, tué Bartoc, le frère de Jaris.
4. L’Araignée (Web of Desire) Échoués sur une île à la suite d'une tempête, Hercule et Iolas affrontent une terrifiante femme-araignée, Arachné, avec l'aide de Nebula, une pirate.
5. Un monde étrange (Stranger in a Strange World) Zeus, à l'article de la mort, jette un éclair qui provoque des interférences avec un univers parallèle, dans lequel Hercule est un souverain diabolique, amant de Xena. Pour sauver son père et Iolas, Hercule doit trouver un moyen de passer dans ce monde parallèle.
6. Deux hommes et un couffin[2] (Two Men and a Baby) Poursuivie par les soldats d'Arès, Némésis abandonne Evander entre les mains d'Hercule, en prétendant qu'Hercule est le père du bébé de 6 mois qui ne tarde pas à faire preuve de pouvoirs divins.
7. Le Retour de la sœur prodigue (Prodigal Sister) Ruun perd ses parents lors d'une attaque d'Amazones. Treize ans plus tard, Hercule le libère de l'esclavage et l'aide à retrouver sa sœur, qui, pensant que ses parents l'avaient abandonnée, est devenue une guerrière amazone.
8. Le Concours (…And Fancy Free) Althea rêve de gagner une compétition de danse. Hercule accepte de devenir son partenaire de danse. Mais Asterius est prêt à tout pour que sa nièce l'emporte...
9. Si j’avais un marteau (If I Had A Hammer) Atalante, la forgeuse, crée une statue à l'effigie de Hercule. Mais Héphaïstos donne vie à cette statue et Discorde décide de le manipuler...
10. Le Procès d’Hercule (Hercules on Trial) Inspiré par les bonnes actions d'Hercule, un homme meurt en essayant de sauver deux enfants. Hercule est alors accusé de meurtre, ses actes d'héroïsme, qui remettent en question l'autorité des dieux, encouragent les humains à se mettre en danger...
11. La Faute de Médéa (Medea Culpa) Quand ils étaient adolescents, Hercule, Iolas et Jason avaient décidé de tuer l'un des monstres d'Héra. Ils avaient alors croisé sur leur chemin la belle Médée, qui s'était jointe à eux, devenant le centre d'un triangle amoureux...
12. La Revue (Men in Pink) Salmoneus et Autolycus, accusés du meurtre du roi Pholus, se font passer pour des danseuses de la troupe de la veuve Twanky, sous les noms de Salmonella et d'Autolyca.
13. Armageddon Partie 1 (Armageddon Now - Part 1) Après avoir libéré Callisto, Hope l'investit d'une mission de la plus haute importance : revenir dans le passé pour tuer la mère d'Hercule de façon que ce dernier ne vienne pas au monde.
14. Armageddon Partie 2 (Armageddon Now - Part 2) Arès envoie Iolas dans le passé pour protéger la mère d'Hercule tandis que ce dernier tente de s'échapper du vortex où il est prisonnier avec son double du monde parallèle.
15. Crise à la production (Yes Virginia, There is a Hercules)[3]. Un tremblement de terre ébranle Los Angeles et met en péril la série Hercule: l'acteur principal est introuvable. Et si les dieux y étaient pour quelque chose?
16. Chimpanzule (Porkules) Discorde se sert d'une flèche d'Artémis pour transformer Hercule en cochon. Autolycus, qui avait volé la flèche, aide Iolas à sauver leur ami...
17. Bizarre, bizarre (One Fowl Day) Aphrodite transforme en femme la truie qui était tombée amoureuse d'Hercule, tandis qu'Iolas et Autolycus subissent le courroux d'Arès pour avoir transformé Discorde en poulet.
18. La Danseuse (My Fair Cupcake) Le prince Alexandre souhaite rencontrer toutes les princesses disponibles afin de trouver une épouse, et Autolycus en profite pour élaborer un stratagème visant à voler le splendide saphir du Prince.
19. La Blessure (War Wounds) Corinthe est le théâtre d'affrontements entre le peuple et d'anciens soldats; Hercule et Iolas viennent au secours des soldats emprisonnés et tentent de réconcilier tout le monde.
20. Le Crépuscule (Twilight) Alcmène est à l'article de la mort, et Hercule se précipite à ses côtés. Cette visite ravive de vieux souvenirs...
21. Le Grand Combat (Top God) Hercule pleure la mort de sa mère, et Zeus lui fait remarquer qu'il est désormais libre de devenir un dieu à part entière, et de régner avec lui sur le Mont Olympe. Hercule doit peser le pour et le contre avant de prendre sa décision.
22. La Réunion (Reunions) Tandis qu'Iolas part auprès de sa mère, Hercule rejoint son père sur le Mont Olympe. Mais Héra ne l'entend pas de cette oreille.

### Cinquième saison (1998-1999)
1. La Foi (Faith) Un émissaire du roi Gilgamesh, souverain de Sumérie, demande à Hercule de l'aider à combattre leur dieu Râ, qui s'est retourné contre son peuple. Hercule et Iolas s'embarquent sur le bateau de Nebula. En Sumérie, Hercule apprend qu'il doit trouver le calice de Râ, rempli d'un nectar sacré…
2. La Recherche (Descent) Anéanti par la mort de son ami Iolas, Hercule décide de ramener son âme du royaume des morts de Sumérie. Avec l'aide de Nebula, il se rend dans le temple de Dumuzi, où se trouve la porte des Enfers. Sur place, ils sont attaqués par un zombie…
3. Résurrection (Resurrection) Alors qu'il navigue sans but précis sur le bateau de Nebula, Hercule échoue en Irlande. Là-bas, il est accueilli par des druides qui lui disent qu'il est l'Élu, celui qui pourra les sauver de la menace de la demi-déesse Morrigan…
4. Drôle de génie (Genies and Grecians and Geeks, Oh My) Autolycus et Salmoneus volent une lanterne magique dans laquelle se trouve un génie qui peut exaucer trois de leurs vœux. Autolycus devient invisible et deux clones de Salmoneus sont créés…
5. Rendons à César… (Render Unto Ceasar) Alors que Jules César se prépare à attaquer l'Irlande, Hercule aide la demi-déesse Morrigan à accepter son nouveau rôle de Gardienne de la Justice…
6. Les Dieux du nord (Norse by Norsevest) Après avoir rêvé qu'un homme avait besoin de lui, Hercule se rend dans les territoires du nord. L'homme se révèle être le dieu Balder, qui craint qu'une terrible prophétie ne s'accomplisse…
7. Le Pont de l’arc-en-ciel (Somewhere Over the Rainbow Bridge) Les trois tragédies de la prophétie de Ragnarok se réalisent. Hercule doit s'allier avec Thor pour empêcher que l'inévitable se produise…
8. L’Arrivée des ténèbres (Darkness Rising) Après avoir tué tous les druides, Dahak se rend à Sumeria. Il prend l'apparence de Iolas pour piéger Nebula…
9. Retour en arrière (For Those of You Just Joining Us) Les auteurs et producteurs de la série télévisée Hercule peinent à trouver des idées originales. Ils décident d'aller tous camper quelques jours et sont poursuivis par un mystérieux tueur…
10. Que la lumière soit (Let There Be Light) Hercule, Morrigan et Nebula retournent en Grèce et découvrent que tout le monde s'est rallié à Dahak qui a pris l'apparence de Iolas…
11. Rédemption (Redemption) Hercule veut exorciser Iolas avec l'aide du premier disciple de Dahak. Nebula et Morrigan doivent protéger le dieu Arès, qui est lui aussi menacé…
12. Le Volcan (Sky High) Hercule, aidé de l'Amazone Ephiny et de quatre volontaires, tente de dévier la trajectoire d'une coulée de lave afin de sauver un village…
13. Héros malgré lui (Stranger and Stranger) Hercule apprend que les dieux de l'Olympe sont retenus prisonniers dans un labyrinthe. Il se rend alors aux Enfers pour les secourir et retrouve Arès et le deuxième Iolas…
14. Le Vol du rubis (Just Passing Through) Hercule raconte une de ses aventures au nouveau Iolas. Dans son histoire, il est question d'Autolycus et d'un rubis maudit…
15. La Grèce est en feu (Greece Is Burning) Hercule veut aider son ancienne partenaire de danse, Althéa, à organiser un défilé de mode mais Onéa, une styliste, veut l'en empêcher. Hercule demande de l'aide à la veuve Twanky…
16. L’Oracle (We’ll Always Have Cyprus) Hercule et Morrigan font équipe pour protéger l'oracle de Cyprus qui a prédit sa propre mort…
17. Retour à l’académie (The Academy) Hercule, Jason et le deuxième Iolas se rendent à l'académie militaire de Chiron et découvrent qu'une bande de mercenaires en a pris le contrôle…
18. Coup de foudre (Love on the Rocks) Discorde persuade une sirène d'abandonner sa queue et d'aller sur la Terre pour trouver l'homme de ses rêves. Aphrodite découvre que Discorde a l'intention de détruire les mers et les océans…
19. Sa majesté (Once Upon a Future King) Merlin renvoie le tyrannique roi Arthur dans le passé et demande à Hercule de lui apprendre à être un bon roi…
20. L’Homme invisible (Fade Out) Pour prouver à Arès qu'il peut remplacer Discorde et devenir son second, Deimos, le dieu de la terreur, jette un sort à Hercule qui devient invisible…
21. Le Mariage de mon meilleur ami (My Best Girl’s Wedding) Hercule et le deuxième Iolas parviennent à retrouver Nautica qui va se marier avec Lysaka, un homme dont elle n'est pas amoureuse. Alors que le deuxième Iolas tente d'approcher sa bien aimée, Hercule décide de partir à la recherche du père de Nautica, Trident, pour en savoir plus. Il tombe alors sur Serena, sa dernière femme…
22. Révélations (Revelations) Iolas est de retour au Royaume des Morts et prévient Hercule que la fin du monde est proche. Tous deux s'allient avec Arès afin d'éviter le pire…

### Sixième saison (1999)
1. Damnation (Be Deviled) Hercule rencontre le sosie démoniaque de Serena. Il doit lutter pour l'empêcher de lui voler son âme...
2. L’Amour à l’Amazone (Love Amazon Style) Hercule doit réunir Aphrodite et Hephaïstos pour briser le sort jeté sur les Amazones...
3. Rebelle avec une cause (Rebel With a Cause) Hercule et Œdipe se battent contre l'impitoyable Créon pour aider Antigone à retrouver sa position de reine de Thèbes...
4. Les Ténèbres visibles (Darkness Visible) Hercule et Iolas sont appelés par un vieil ami pour l'aider à lutter contre les vampires. Ils découvrent qu'il prévoit d'en faire ses prochaines victimes...
5. Hercule et les voleurs (Hercules, Tramps & Thieves) Autolycus est accusé du vol de la première banque grecque. Hercule doit lui éviter de payer pour le crime de sa femme Luscious...
6. La Ville de la mort (City of the Dead) Hercule et Iolas vont en Égypte en mission diplomatique et se retrouvent mêlés à une querelle de famille royale qui menace la vie de la reine Néfertiti...
7. Sacré bon temps (A Wicked Good Time) Haleh, une ambitieuse sorcière en formation, donne à Hercule l'apparence d'un sorcier démoniaque et jette un sort amoureux à Iolas...
8. Le Cercle complet (Full Circle) Hercule et Iolas luttent pour sauver le monde quand Zeus libère Hera des abysses du Tartare...

### Cross-over
Xena, la guerrière étant une série dérivée, Hercule apparaît dans deux épisodes de celle-ci :
- Prométhée (saison 1, épisode 8)
- L'Ennemi des dieux (saison 5, épisode 12)

Iolas apparaît également seul au début de Résurrection (saison 2, épisode 13).

## Commentaires
À l'origine, les aventures d'Hercule devaient se limiter à cinq téléfilms. Mais devant le succès considérable rencontré lors de leur diffusion, le producteur Sam Raimi eut l'idée de décliner les aventures du héros en série.
Bien que la série prenne parfois de grandes libertés avec la mythologie grecque, les scénarios pleins d'humour, la qualité des combats et des effets spéciaux ainsi que la beauté des paysages de Nouvelle-Zélande, où elle a été tournée, donnent finalement un spectacle de bonne qualité.
Hercule a donné naissance à deux séries dérivées : Xena, la guerrière et Hercule contre Arès (aussi appelé Hercule Junior (Young Hercules), ainsi qu'un film animé, Hercule et Xena : La Bataille du Mont Olympe (Hercules and Xena - The Animated Movie: The Battle For Mount Olympus).
À noter qu'on retrouve aussi le jeune Hercule dans l'épisode 3 de la saison 4, Aucun regret, l'épisode 11 de la saison 4, La Faute de Médée ainsi que l'épisode 20, Le Crépuscule et l'épisode 21, Le Grand Combat.
Claude Giraud donne sa voix à l'accroche du générique en français.

## Produits dérivés

### Sorties DVD
La série est sortie chez Universal Pictures. L'audio est uniquement en français. Le ratio image est en 1.33.1 Plein écran. Aucun supplément contrairement aux coffrets américains.
- Saison 1 : Coffret 6 DVD sorti le 22 juillet 2008 (5 téléfilms + 13 épisodes)[4].
- Saison 2 : Coffret 6 DVD sorti le 24 février 2009 (24 épisodes)[5].
- Saison 3 : Coffret 6 DVD sorti le 23 juin 2009 (22 épisodes)[6].
- Saison 4 : Coffret 6 DVD sorti le 27 octobre 2009 (22 épisodes)[7].
- Saison 5 et 6 : coffret 8 DVD sorti le 23 mars 2010 (30 épisodes)[8].
- L'intégrale de la série est sortie chez Universal Pictures le 6 octobre 2015 (ASIN B00YWCVYPW) dans un petit coffret dans la collection vintage de l'éditeur qui réunit plusieurs séries à prix modiques selon la volonté de l'éditeur.

### Jeu vidéo
Une adaptation en jeu vidéo, Hercules: The Legendary Journeys, est sortie sur Nintendo 64 en 2000.